# Speelobject Beatrixpark
Het Speelobject Beatrixpark is toegepaste kunst in het Beatrixpark, Amsterdam-Zuid.
De gemeente Amsterdam gaf aan Carve Ontwerp- en Ingenieursbureau de opdracht een multifunctioneel speeltoestel te ontwerpen, dat geplaatst kon worden op een buiten gebruik zijnd betonnen basketbalveldje. Het moest in eerste instantie geschikt zijn voor kinderen tussen 6 en 12 jaar, maar er moesten ook oudere kinderen op kunnen spelen. Tevens moest het voor andere omstanders een aangenaam zicht geven. Carve ontwierp een constructie dat nog het best te omschrijven is als een witte hondenkluif, andere gaven het de term blob-vormig mee. Het geheel van spuitbeton opgetrokken object bestaat uit drie uiteinden aan een centraal middenstuk. Verspreid zijn openingen en kruigaten te vinden waardoor kinderen kunnen klimmen etc. Het werk bestaat uitsluitend uit rondingen met een open bovenkant. Aan de binnenzijde zijn speelobjecten, zoals een verende klimconstructie te vinden. De buitenkant bevat bijvoorbeeld een op de constructie geschilderd doel, terwijl de ruimte ervoor vrij is gehouden zodat er gevoetbald of gehandbald kan worden. Een andere zijde heeft een spiegel van metaalplaat, die een vertekend beeld teruggeeft. Aan een grote lus op een van de uiteinden hangt een mand aan touwen die gebruikt kan worden als hangplek of schommel.
Het object werd in 2015/2016 geplaatst.